# Jacobus Revius
Jacobus Revius  Jakob Reefsen, né à Deventer en novembre 1586 et décédé à Leyde le 15 novembre 1658, est un pasteur néerlandais, poète et théologien.

## Biographie
Il a fait ses études à Leyde  et Franeker, puis il visite en 1610-1612, diverses universités française, notamment l'Académie de Saumur, Montauban et Orléans. En France, il s'est familiarisé avec la poésie de la Renaissance. De retour aux Pays-Bas, il exerce de brefs pastorats à Zeddam, Winterswijk et Aalten avant de devenir durant 27 ans le pasteur de Deventer. À partir de 1641, il fut régent du séminaire d'État de l'Université de Leyde.
Il était un écrivain prolifique de poésies et de traités polémiques contre le cartésianisme et l'arminianisme. Il a en particulier écrit Thekel, hoc est Levitas defensionis Cartesianae, quam Johannes Claubergius considerationi et staterae Jacobi Revii opposuit